# Templo y exconvento de San Francisco (Tepeji del Río)
El Templo y exconvento de San Francisco se encuentra localizado en la ciudad de Tepeji del Río, Hidalgo, México. Pertenece al conjunto de edificaciones mendicantes levantadas por los franciscanos en el siglo XVI. 
El templo presenta una fachada sobria de estilo renacentista. Su atrio está rodeado por muros almenados y conserva dos capillas posas y una capilla abierta, mientras que su claustro, en regular estado de conservación, está formado en sus dos niveles por arcos rebajados. La construcción simula una gran fortaleza de muros gruesos apoyados en enormes contrafuertes.
En su interior, retablos y columnas en piedra de estilo neoclásico conviven con restos de pinturas murales renacentistas en blanco y negro así como con lienzos barrocos al óleo de gran formato, entre los que destacan las obras Alivio de las ánimas del Purgatorio (fines del siglo XVII) de Juan Correa y La Purísima con las tres personas de la Santísima Trinidad (1718) de Francisco Martínez.

## Historia

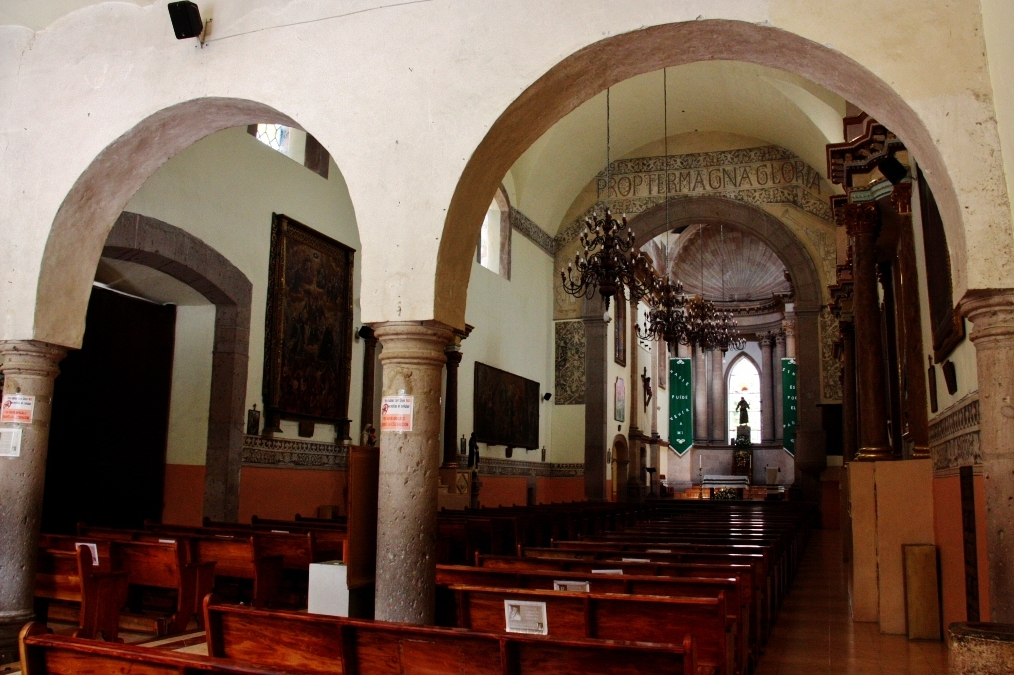
Unterior del templo y altar principal.

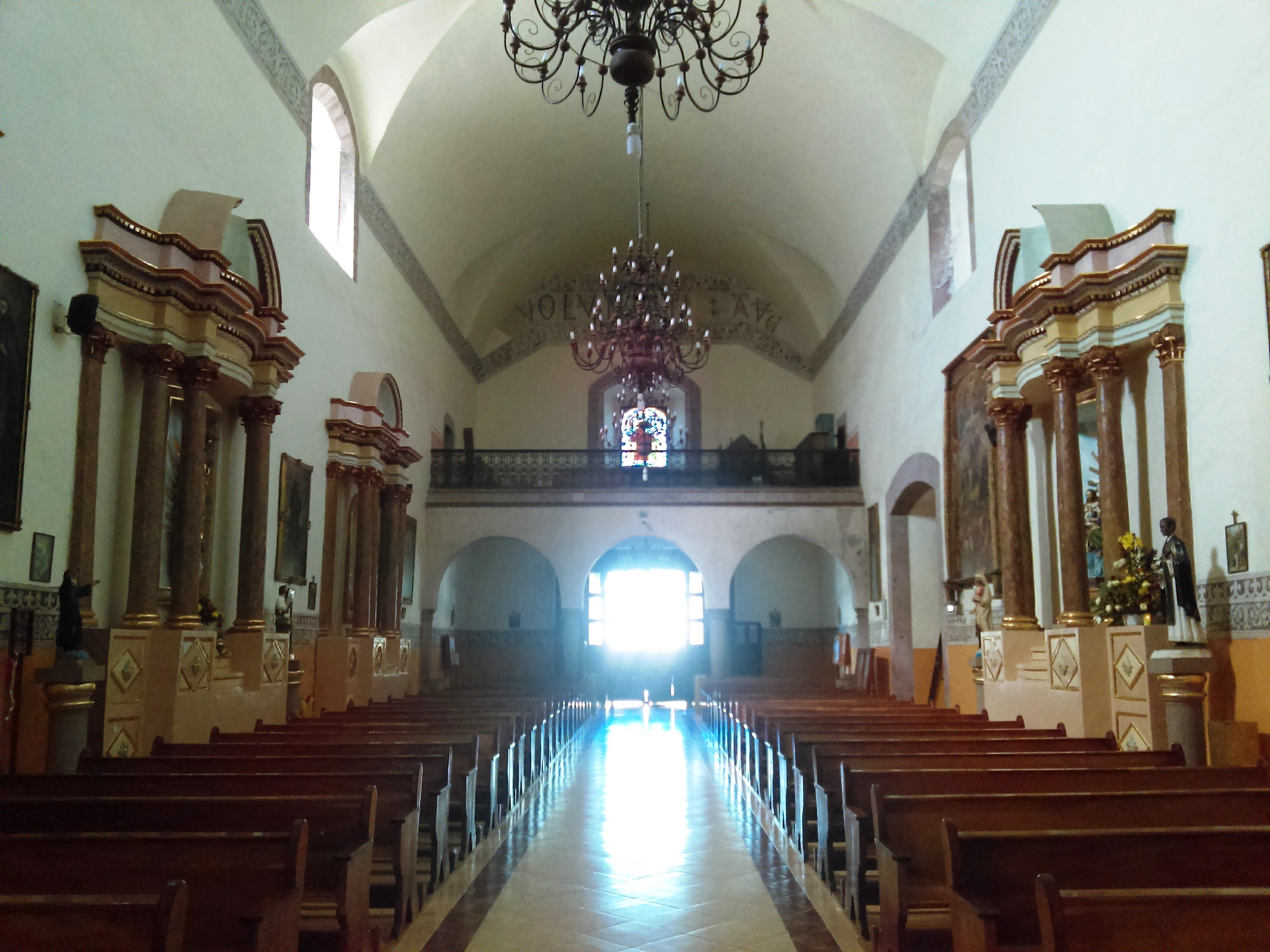
Interior del templo y área del coro.

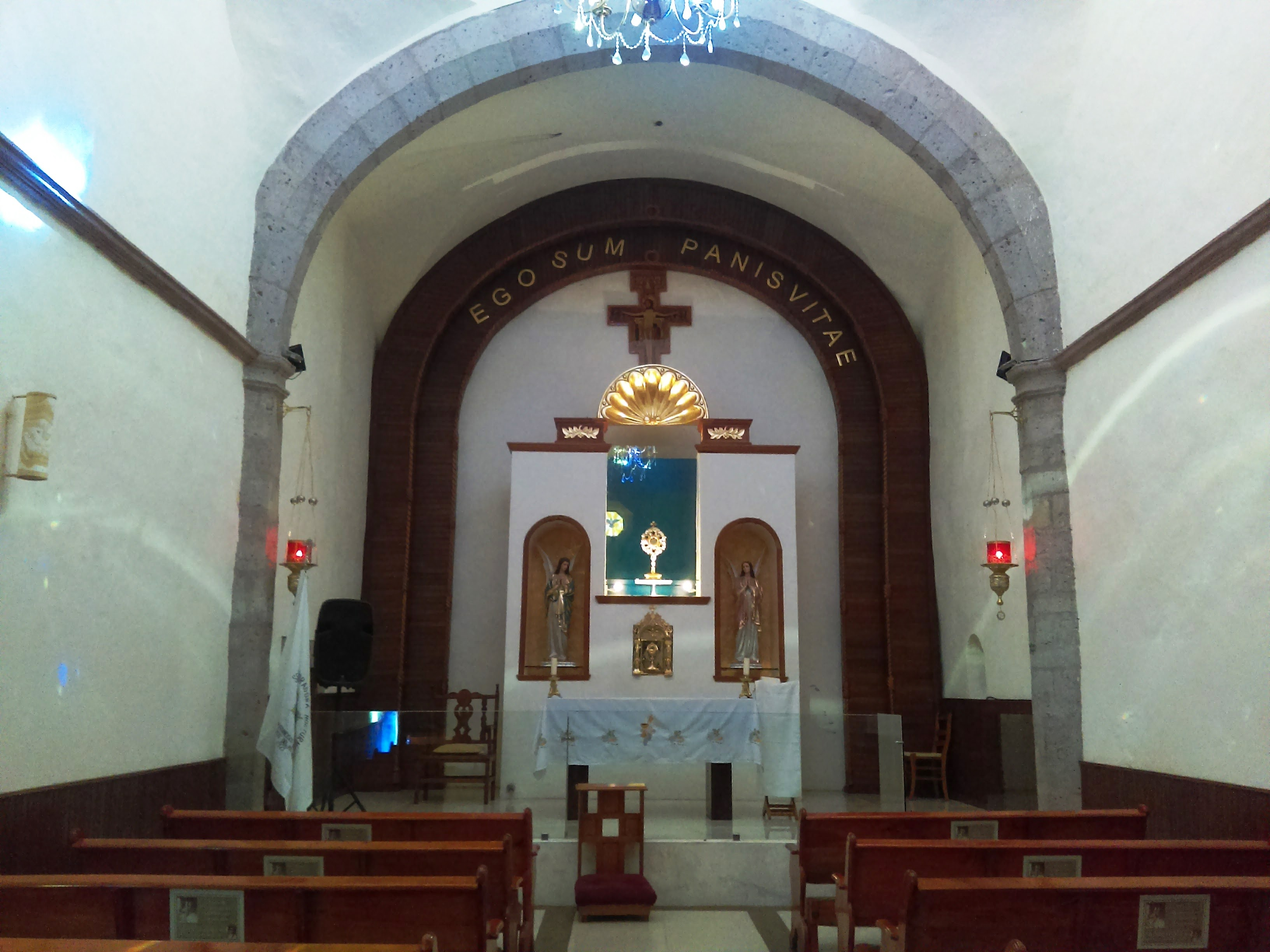
Capilla anexa del Sagrario.

La conquista de México por Hernán Cortés, quedó consumada con la rendición de Tenochtitlán el 13 de agosto de 1521. El trabajo de evangelización en la Nueva España empezó en 1524 cuando arribaron doce franciscanos, en 1526 el mismo número de dominicos y en 1533 siete agustinos. En el estado de Hidalgo empezó cuando los franciscanos llegaron a Tepeapulco en 1527 y los agustinos legan a Atotonilco el Grande y Metztitlán en 1536.
La población nahua de Tepexic , junto con la población otomí, de Utlaxpan, fueron visitadas por los frailes franciscanos del convento de Tula. Según la tradición, contaban en el primero de los pueblos, en 1556, con una pequeña iglesia que más tarde desapareció junto con el pueblo. Por iniciativa de Diego de Grado Cornejo, el 21 de agosto de 1558, comparecieron en Xilotepec ante Alemán y Luis Ramírez de Vargas, Alcalde Mayor de la población; los pueblos de Tepeji y Utlaxpan concertan la construcción de un monasterio Franciscano en los términos de dichos pueblos.
El cumplimiento del anterior convenio, en octubre de 1558, el señor Diego de Almodovar, teniente de Alcalde Mayor de la Provincia de Tula, y ante Francisto Soto, escribano público, se dio posesión del sitio señalado para la iglesia y monasterio de Tepexic, al padre Diego de Grado Cornejo. La conocida Acta de Xilotepec, es un legajo compuesto por siete documentos relacionados con la fundación de la iglesia y el convento de San Francisco de Asís. Los seis primeros fueron signados entre 1558 y 1559 por el Virrey Luis de Velazco padre y por el escribano Antonio de Turcios.
La construcción fue iniciada por fray Diego Grado Cornejo en 1560, para 1586, el establecimiento estaba concluido. Un documento más fue agregado al Acta de Xilotepec en 1606 fue decretado por el Virrey Juan Manuel de Mendoza y Luna para regular el uso de la acequia que daba servicio al convento.
La separación étnica entre los pobladores debe haber subsistido, pues no fue sino hasta 1627 en que se asentó en el libro de registro parroquial la primera partida bautismal en castellano y no por partida doble en lengua otomíe y náhuatl. Así fue la unión de estos dos pueblos que dio origen al hoy Tepeji del Río. Pero más tarde volvieron a escribirse en otomí o nahuatl, según el idioma que hablaban los sacristanes indios, que eran los que asentaban dichas partidas, hasta julio de 1643, fecha a partir de la cual todas las partidas ya fueron escritas en español y por el propio cura.
El 2 de diciembre de 1768 el templo fue secularizado, pero mantuvo su advocación fundadora a San Francisco, como hasta ahora se encuentra registrado. En la Independencia de México, en diciembre de 1816, el jefe realista Hevia, con una división de cerca de mil hombres y con artillería, atacó al jefe Juan de Terán, que se hizo fuerte en el convento con 200 insurgentes, resistiendo y por último, abandonó el punto sin más pérdida que la poca artillería con que contaba.
El Camino Real de Tierra Adentro, era una ruta comercial que iba desde la Ciudad de México hasta la ciudad de Santa Fe, Nuevo México. El 1 de agosto de 2010 se agregó este recorrido como Patrimonio de la Humanidad, dentro de la declaración se encuentran dos sitios en el estado de Hidalgo: el Templo y exconvento de San Francisco de Asís, y el Tramo del Camino Real entre el puente de La Colmena y la antigua Hacienda de La Cañada; ambos ubicados en Tepeji del Río de Ocampo. Durante el Terremoto de Puebla de 2017 el inmueble sufrió daño moderado (fisuras, grietas y desprendimiento de acabados y leve daño estructural, principalmente).

## Arquitectura

### Templo

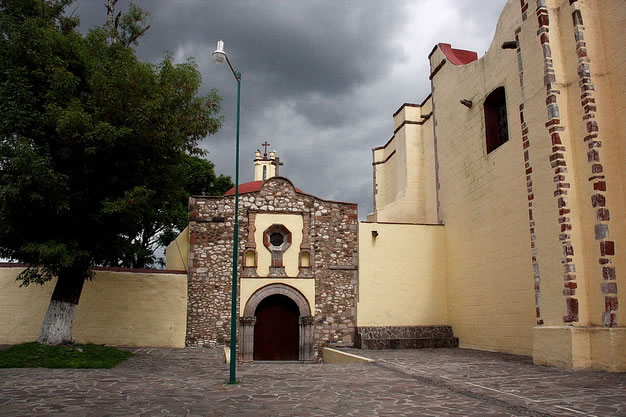
Capilla anexa.

El templo, de planta rectangular, con su fachada principal al poniente y una portada lateral al norte, está construido de mampostería, cubierta de bóveda de cañón corrido con lunetos. En la fachada del conjunto se puede apreciar que el contrafuerte está reforzado con mampostería a lo largo del muro sur de la nave, mientras que sus puertas se caracterizan por la pureza de sus proporciones y la perfección de sus columnas. La entrada lateral, formada por un arco de tres centros, muy rebajado, adornada con doble fila de casetones, está encuadrada por dos pilastras corintias que sostienen un frontón poco aperaltado. Las puertas son vanos con cerramiento de medio punto, teniendo la fachada principal, poco arriba de la clave, una ventanilla que da luz al coro, rematando ambas fachadas en un pretil.
A la derecha de la fachada principal se levanta la torre, de un solo cuerpo, cuadrangular, con vanos en sus cuatro costados y una almena en cada ángulo;
aloja cuatro campanas y corona el conjunto un macizo cupular que apea en un tambor octagonal. En el interior del templo los paramentos murales se hallan enlucidos con mezcla y pintados al temple, teniendo a la izquierda una gran puerta que corresponde a la portada lateral; dos más que comunican a un aposento que guarda la urna del Santo Entierro; a la derecha se encuentran dos puertas que comunican una a la sacristía y la otra a un vestíbulo.
El coro es de envigado con cielo raso de lienzo y piso de entortado de mezcla; apoya en tres arcos de medio punto que asientan en columnas de estilo indefinido con fustes lisos de cantera. Al fondo, sobre un basamento de 0.80 cm de altura, con cuatro escalones, se encuentra el presbiterio, determinado por un arco triunfal.

### Claustro

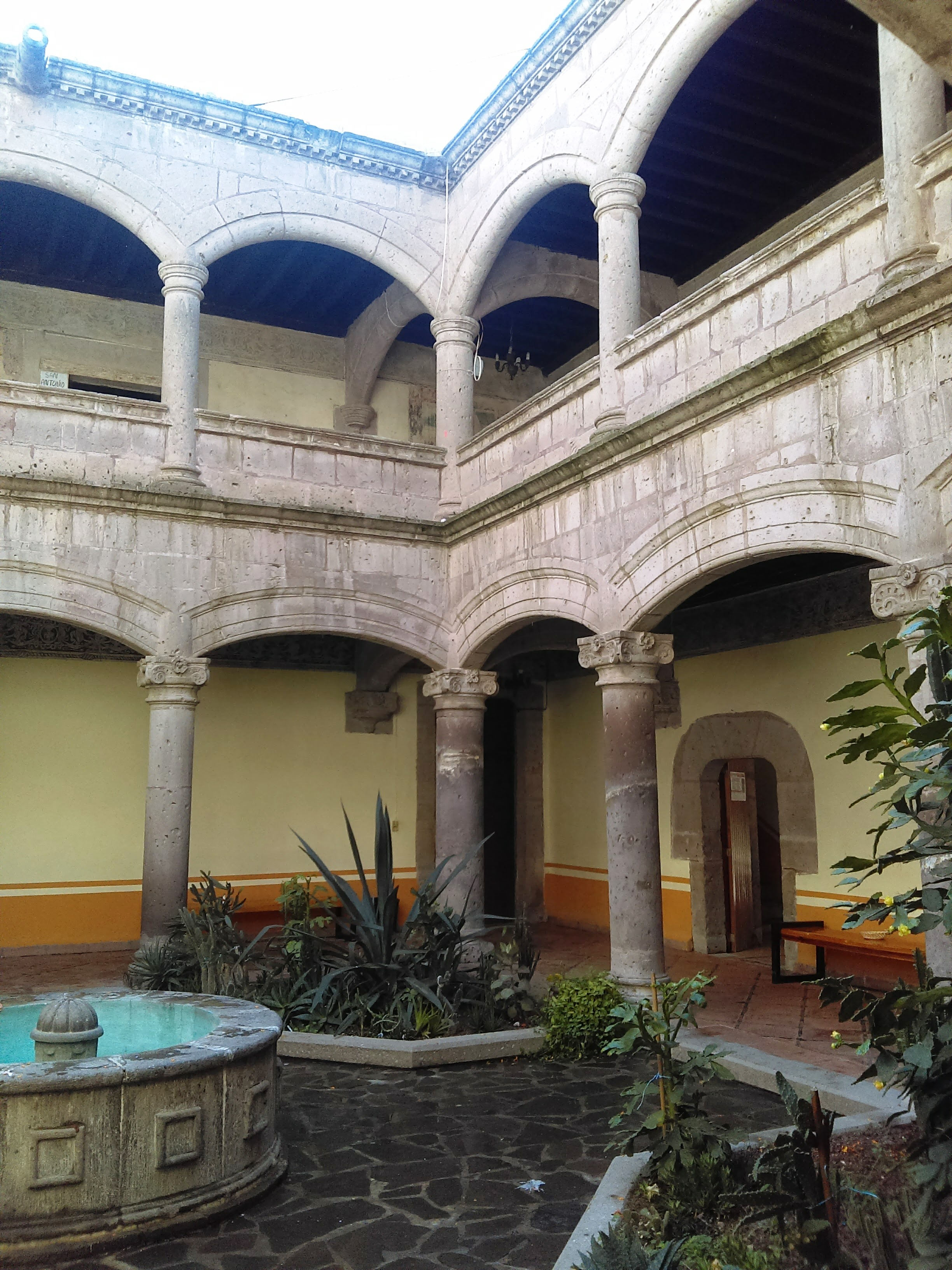
Claustro.

En contigüidad, al sur de la parroquia, se extiende el claustro circundado por la casa cural de dos pisos, construida de manipostería con cubiertas de envigado y terrado. El claustro está formado por dos arquerías superpuestas. En ambas plantas son tres los arcos que tiene en cada lado del rectángulo, los cuales son en extremo rebajados y asientan en gruesas columnas de escasa altura. Los capíteles del piso bajo recuerdan el orden jónico y los de la planta alta el dórico. En el claustro podemos ver otros elementos donde los antiguos dejaron su huella: los capiteles de los pilares que sostienen los arcos lucen al centro flores prehispánicas y en cada extremo de las flores aparece el símbolo de la palabra.
El atrio se extiende al frente y en parte al norte de la parroquia, limitado por una barda de manipostería con vestigios de almenado; tiene una entrada con cerramiento de medio punto en cada uno de sus costados norte y sur, provista la de este lado de una escalera de dos tramos con escalones de lajas y cantera.